# Carlos Dittborn
Carlos Dittborn Pinto (Río de Janeiro, Brasil; 16 de abril de 1921-Santiago de Chile, 28 de abril de 1962) fue un dirigente deportivo chileno, con trayectoria en el fútbol de su país. Fue uno de los organizadores de la Copa Mundial de Fútbol de 1962.

## Biografía

### Familia y estudios
Hijo de Eugenio Dittborn Torres, cónsul general de Chile en Brasil (nieto del alemán Friedrich Dittborn Bernis, fundador de esta familia en Chile) y de Luz Pinto, miembro de la aristocracia chilena e hija del abogado, Ministro y Embajador en EE. UU, Federico Pinto Izarra, primo hermano del héroe Ignacio Carrera Pinto (quien era nieto de José Miguel Carrera) y con parentesco en los Presidentes Francisco Antonio Pinto y Aníbal Pinto Garmendia.
Llegó a Chile a los cuatro años de edad. Estudió en el Colegio de Los Sagrados Corazones de Alameda. Bachiller en Filosofía, Historia y Letras, título que recibe en 1938. Estudia y se recibe en la Facultad de Economía de la Universidad de Notre Dame en South Bend, Indiana, EE. UU.

### Carrera profesional
Fue Director-fundador del Banco Nacional del Trabajo.
Socio del Club Deportivo Universidad Católica desde 1939. Tesorero de este Club entre 1946 a 1948, puesto al que renunció al ser electo como Tesorero de la Asociación Central de Fútbol de Chile entre 1949 a 1952. Presidente del Club Deportivo Universidad Católica de 1954 a 1955. En 1955 es electo Presidente de la Asociación Central de Fútbol de Chile. Presidente de la Confederación Sudamericana de Fútbol entre 1955 a 1957 y Presidente del Comité Organizador de Chile de la Copa Mundial de Fútbol de 1962.
Dittborn fue junto al abogado Juan Pinto Durán, uno de los principales organizadores de la Copa Mundial de Fútbol de 1962.
La frase más conocida de Dittborn, "Porque no tenemos nada, queremos hacerlo todo", suele citarse en el contexto del congreso de la FIFA en Lisboa para escoger la sede del Mundial de 1962. Sin embargo, ésta fue pronunciada en una entrevista con un medio local. Fue la prensa de la época la que la atribuyó a dicho evento. Posteriormente esta frase se convertiría en un verdadero eslogan para el torneo, y trascendería a este hasta nuestros días.
Carlos Dittborn falleció el 28 de abril de 1962, víctima de una pancreatitis aguda, a 32 días antes del inicio del torneo.

### Vida personal
Casado con Juana Alicia (Juanita) Barros Orrego.Tuvieron 7 hijos: Pablo, Carlos, Sergio, Fernando, Enrique, Alicia y Tomás.

## Homenajes
Su nombre lo lleva una copa amistosa que enfrentaba a las selecciones de fútbol de Chile y Argentina llamada Copa Carlos Dittborn Pinto, como también el estadio mundialista de Arica.
En 1995 al cumplirse el Centenario del fútbol chileno Correos de Chile emitió 4 sellos conmemorativos alusivos al Mundial de 1962 con la imagen de un dirigente y tres futbolistas ya fallecidos que tuvieron participación en dicha justa deportiva. Uno de ellos contenía la figura de Carlos Dittborn, y los otros tres reproducían individualmente a los jugadores Hugo Lepe, Eladio Rojas y Honorino Landa con la vestimenta de seleccionado nacional.
Una de las avenidas aledañas al Estadio Nacional en dirección oeste, en la comuna de Ñuñoa lleva su nombre. También en la ciudad de Arica, al costado poniente del Estadio que lleva su nombre, existe una calle también con su identidad.
En la serie de televisión chilena 62: Historia de un mundial, Dittborn es interpretado por Marcial Tagle.